# Melampsoridium
Melampsoridium Kleb. – rodzaj grzybów z rzędu rdzowców (Pucciniales). Grzyby mikroskopijne, pasożyty roślin. W Polsce występuje jeden gatunek – Melampsoridium betulinum. Wywołuje chorobę zwaną rdzą brzozy i modrzewia.

## Charakterystyka
Pasożyty dwudomowe. Na roślinach nagonasiennych z rodziny sosnowatych (Pinaceae) tworzą spermacja i ecja, na drzewach i krzewach liściastych z rodziny brzozowatych (Betulaceae) uredinia i telia.
Spermacja bez peryfiz, o dyskoidalnym kształcie, zanurzone w tkance żywiciela, pod kutyną. Ecja cylindryczne, powstające pod skórką. Ecjospory brodawkowane. Uredinia również pod skórką. Ujście słabo widoczne, otoczone komórkami z dużym kolcem. Urediniospory mają hialinowe, kolczaste ściany, niewyraźne pory rostkowe, wewnątrz są pomarańczowożółte. Telia powstają pod skórką żywiciela i mają postać ułożonych palisadowo w jednej warstwie teliospor. Teliospory cienkościenne, wydłużone, jednokomórkowe, bez trzonka, z jedną porą rostkową na szczycie.

## Systematyka i nazewnictwo
Pozycja w klasyfikacji według Index Fungorum
Pucciniastraceae, Pucciniales, Incertae sedis, Pucciniomycetes, Pucciniomycotina, Basidiomycota, Fungi.
Gatunki
- Melampsoridium aceris Jørst. 1959
- Melampsoridium alni (Thüm.) Dietel 1900
- Melampsoridium alni-firmae Hirats. f. 1927
- Melampsoridium alni-pendulae Hirats. f. 1927
- Melampsoridium asiaticum S. Kaneko & Hirats. f. 1983
- Melampsoridium betulinum (Pers.) Kleb. 18990
- Melampsoridium hiratsukanum S. Ito ex Hirats. f. 1927
- Melampsoridium indicum Sathe 1966
- Melampsoridium inerme Suj. Singh & P.C. Pandey 1972
- Melampsoridium linderae J.Y. Zhuang 1986

Nazwy naukowe i wykaz gatunków na podstawie Index Fungorum